# 徐再思
徐再思（1280年代—1340年代），字德可，好甜食，故取号甜斋，元朝散曲作家。有乐府诗行于世。曾任嘉兴路吏。作品与当时自号酸斋的贯云石齐名，称为“酸甜乐府”。后人任讷又将二人散曲合为一编，世称《酸甜乐府》，收有他的小令103首。
徐再思聪敏秀丽，他的儿子徐善长也有才，很继承他的家声。从其作品看，他曾离乡在太湖一带漂泊十年，一生辗转江浙、苏杭一带。
徐再思生卒年不详。至正五年（1345年）钟嗣成在修订楝亭本《录鬼簿》时仍列其为“方今才人相知者”，似仍在世。

## 作品

### 主要作品
- 〔双调〕水仙子·夜雨
- 〔双调〕蟾宫曲·春情
- 折桂令·春情：

平生不会相思，才会相思，便害相思。身似浮云，心如飞絮，气若游丝。空一缕余香在此，盼千金游子何之。证候来时，正是何时？灯半昏时，月半明时。
- 〔双调〕殿前欢·观音山眠松
- 〔中吕〕朝天子·西湖
- 〔商调〕梧叶儿·春思
- 〔越调〕凭阑人·春愁
- 〔中吕〕朝天子·常山江行：

远山，近山，一片青无间。逆流诉上乱石滩。险似连云栈。落日昏鸦，西风归雁，叹崎岖途路难。得闲，且闲，何处无鱼羹饭。
- 〔中吕〕普天乐·西山夕照
- 〔中吕〕普天乐·垂虹夜月
- 〔黄钟〕人月圆·甘露怀古：

江皋楼观前朝寺，秋色入秦淮。
败垣芳草，空廊落叶，深砌苍苔。
远人南去，夕阳西下，江水东来。
木兰花在，山僧试问，知为谁开？
- 〔中吕〕阳春曲·皇亭晚泊
- 〔越调〕天净沙·探梅
- 〔越调〕凭阑人·春情
- 〔双调〕清江引·相思
- 〔双调〕水仙子·春情
- 〔双调〕沉醉东风·春情
- 〔双调〕蟾宫曲·江淹寺
- 天净沙·秋江夜泊：

斜阳万点昏鸦。
西风两岸芦花。
船系浔阳酒家。
多情司马。
青衫梦里琵琶。

## 评价
- 从元散曲的多个选本看来，徐再思的散曲都得到了历史的认可和传播。
- 其作品（双调）《蟾宫曲》的《赠名姬玉莲》（“荆山一片玲珑”）及《春情》（“平生不会相思”）二首，被认为是“镂心刻骨之作，直开玉茗、粲花一派”。
- 明朝朱权《太和正音谱》评其词“如桂林秋月”。
- 王世贞《艺苑卮言》称其中字句为“情中紧语”。
- 清朝李调元《雨村曲话》称其作“人不能道”语。